# Vuoi scommettere? (programma televisivo 2011)
Vuoi scommettere? è un programma in onda su SKY durante il campionato di calcio italiano il giovedì sera alle 23:00.
I conduttori sono Alessia Ventura e Stefano Chiodaroli ma in alcuni puntate è stato presente anche Leo Di Bello con due ospiti  e opinionista Fabio Caressa.
Il programma è incentrato sul valore delle partite del campionato di calcio Italiano con scommesse in studio, scopo beneficenza.